# Грампіан (Пенсільванія)
Грампіан (англ. Grampian) — місто (англ. borough) в США, в окрузі Клірфілд штату Пенсільванія. Населення — 361 особа (2020).

## Географія
Грампіан розташований за координатами 40°57′52″ пн. ш. 78°36′42″ зх. д. / 40.96444° пн. ш. 78.61167° зх. д. (40.964421, -78.611703).  За даними Бюро перепису населення США в 2010 році місто мало площу 0,73 км², з яких 0,73 км² — суходіл та 0,00 км² — водойми.

## Демографія
Згідно з переписом 2010 року, у селищі мешкало 356 осіб у 144 домогосподарствах у складі 96 родин. Густота населення становила 487 осіб/км².  Було 161 помешкання (220/км²).
Расовий склад населення:
| - 99,7 % — білих - 0,3 % — чорних або афроамериканців |

До двох чи більше рас належало 0,0 %. Частка іспаномовних становила 0,0 % від усіх жителів.
За віковим діапазоном населення розподілялося таким чином: 28,7 % — особи молодші 18 років, 58,4 % — особи у віці 18—64 років, 12,9 % — особи у віці 65 років та старші. Медіана віку мешканця становила 33,8 року. На 100 осіб жіночої статі у селищі припадало 103,4 чоловіків;  на 100 жінок у віці від 18 років та старших — 93,9 чоловіків також старших 18 років.
Середній дохід на одне домашнє господарство  становив 46 635 доларів США (медіана — 45 000), а середній дохід на одну сім'ю — 49 216 доларів (медіана — 46 458). За межею бідності перебувало 16,3 % осіб, у тому числі 20,1 % дітей у віці до 18 років та 0,0 % осіб у віці 65 років та старших.
Цивільне працевлаштоване населення становило 177 осіб. Основні галузі зайнятості: мистецтво, розваги та відпочинок — 17,5 %, освіта, охорона здоров'я та соціальна допомога — 17,5 %, роздрібна торгівля — 13,6 %, виробництво — 10,7 %.